# Bellamya liberiana
Bellamya liberiana е вид коремоного от семейство Viviparidae. Видът е критично застрашен от изчезване.

## Разпространение
Разпространен е в Либерия.